# 1957 في جمهورية أيرلندا
فيما يلي قوائم الأحداث التي وقعت خلال عام 1957 في جمهورية أيرلندا.

## سياسة

### تعيين في المنصب
- 20 مارس – أرسكين تشايلدرز هاميلتون نائب دييل، Minister for the Environment, Climate and Communications [الإنجليزية]‏.
- 20 مارس – إيمون دي فاليرا نائب دييل، تاوسيتش.
- 20 مارس – باتريك هوجان نائب دييل.
- 20 مارس – بادريج فولكنر نائب دييل.
- 20 مارس – تشارلز هوهي نائب دييل.
- 20 مارس – توم هيجينز نائب دييل.
- 20 مارس – جاك لينش نائب دييل، وزير التربية والمهارات [الإنجليزية]‏.
- 20 مارس – جون أ كوستيلو نائب دييل.
- 20 مارس – جيمس ديلون نائب دييل.
- 20 مارس – دينيس جونز نائب دييل.
- 20 مارس – ريتشارد ملكاهي نائب دييل.
- 20 مارس – فرانك ايكن وزير الزراعة والغذاء والملاحة [الإنجليزية]‏، نائب دييل، وزير الخارجية والتجارة [الإنجليزية]‏،وزير الزراعة والغذاء والملاحة [الإنجليزية]‏.

### انتهاء فترة المنصب
- 1 مارس – شون ماكبرايد نائب دييل.
- 20 مارس – توم هيجينز وزير الصحة [الإنجليزية]‏.
- 20 مارس – جون أ كوستيلو تاوسيتش.
- 20 مارس – جيمس ديلون وزير الزراعة والغذاء والملاحة [الإنجليزية]‏.
- 20 مارس – ريتشارد ملكاهي وزير التربية والمهارات [الإنجليزية]‏.
- 16 مايو – فرانك ايكن وزير الزراعة والغذاء والملاحة [الإنجليزية]‏،وزير الزراعة والغذاء والملاحة [الإنجليزية]‏.

## كتب
من الكتب التي صدرت هذه السنة في جمهورية أيرلندا:
- 1 ديسمبر – قلعة الرمال من تأليف آيريس مردوك.

## مواليد

### يناير
- 1 يناير – جوناثان داولنغ

### مايو
- 20 مايو – ديرموت غالاغر حكم كرة قدم من المملكة المتحدة.

## وفيات

### فبراير
- 16 فبراير – جون سيلي تاونسند (مواليد 1868)[1]